# Karate

La parola giapponese karatedō 空手道 resa in Kanji

Il karate, più propriamente karate-dō (空手道? lett. "mano vuota") è un'arte marziale originaria dell'isola di Okinawa, nel Regno delle Ryūkyū, le cui isole nel 1879 vennero annesse al Giappone con il nome di "Prefettura di Okinawa". Venne sviluppato dall'unione tra i metodi di combattimento indigeni, chiamati te (手? lett. "mano") e il quanfa cinese a seguito degli stretti contatti culturali e commerciali tra il regno delle Ryukyu e la Cina (di cui Okinawa era uno Stato tributario).
Nel corso del diciottesimo secolo ci si riferiva a tale arte marziale con il nome di tōde o tō-te (唐手? mano cinese), ma con il passare del tempo si è privilegiato il nome karate, dato da una differente lettura del kanji '唐'. Il 25 ottobre 1936, a causa del crescente militarismo giapponese, il primo carattere venne sostituito con '空', mantenendo così la lettura karate ma assumendo un nuovo significato, ovvero sia che i nipponici avevano sviluppato una forma di combattimento originale, sia che si trattava di un metodo di combattimento a mani nude. Secondo Gichin Funakoshi, l'aggiunta del carattere dō (道? lett. "via") si deve far risalire al 1929/1930, anni nei quali i membri del club di karate dell'Università Keio decisero di cambiare nuovamente il nome per differenziarlo dalle arti cinesi.

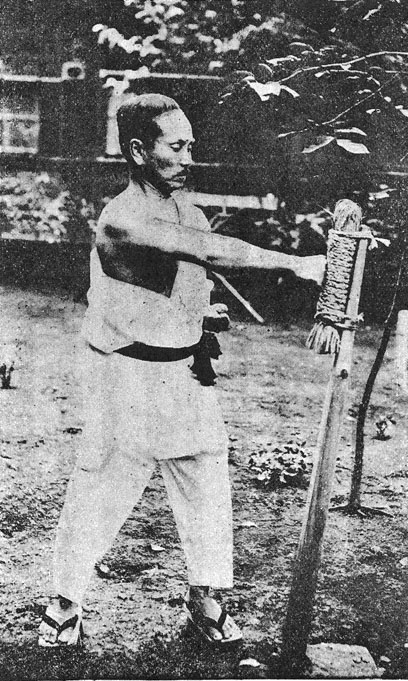
Gichin Funakoshi, fondatore dello stile Shotokan, con il makiwara.

La preservazione del karate e il primo passo nella sua trasformazione da arte marziale radicata nelle tradizioni feudali a sport si devono a Itosu Anko il quale fece introdurre l’arte marziale nel sistema scolastico okinawense (in particolare nella Teacher’s Normal School).
Il primo maestro ad insegnare il karate in Giappone continentale fu Motobu Choki il quale si trasferì ad Osaka nel 1921 e in seguito fondò il proprio dojo presso la Toyo University di Tokyo.
Nel 1922 il Ministero dell'Educazione Giapponese invitò Gichin Funakoshi a Tokyo per una dimostrazione di karate, la National Athletic Exhibition e, successivamente, nel 1924 l'Università Keio istituì in Giappone il primo club universitario di karate, al punto che nel 1932 tutti i maggiori atenei nipponici avevano il proprio circolo. Dopo la seconda guerra mondiale Okinawa divenne un importante sito militare statunitense e il karate divenne popolare tra i soldati stanziati sulle isole.
Questa arte marziale prevede soprattutto il combattimento a mani nude, senza l'ausilio di armi, anche se la pratica del kobudō di Okinawa, che prevede l'uso delle armi tradizionali (Bo, Tonfa, Sai, Nunchaku, Kama), è strettamente collegata alla pratica del karate e alcune scuole e stili integrano la pratica del karate con lo studio delle armi. Attualmente viene praticato nel mondo in due differenti versioni, quella sportiva (nella quale è privato della sua componente marziale e finalizzato ai risultati competitivi tipici dell'agonismo occidentale) e quella tradizionale più legata ai precetti originali e alla difesa personale.
Nella
sua accezione moderna di Karate-Dō, ha come fine ultimo il miglioramento della persona e l'elevazione spirituale attraverso la pratica fisica e il perfezionamento delle tecniche. La pratica del karate può portare benefici personali e fisici attraverso la pratica costante.

## Etimologia

La parola giapponese karatedō resa in calligrafia

Originariamente, quest'arte marziale aveva il nome di tōde o tō-te (唐手? mano della dinastia Tang) o, semplicemente, te (手? mano). Il primo utilizzo scritto della parola karate è da attribuirsi ad Itosu Ankō, che utilizzò il carattere 唐?, mentre il primo utilizzo documentato della grafia 空手? risale al 1905 ed è da attribuirsi a Chōmo Hanashiro in Karate Shoshu Hen. Riguardo a quale delle due grafie fosse quella originale per la parola karate, Gichin Funakoshi scrive:
(Gichin Funakoshi)
Lo stesso Gichin Funakoshi utilizzò nomi diversi nei titoli dei suoi libri: nel 1922 utilizzerà la dicitura tō-te o karate (唐手?), nel 1925 il termine karate-jutsu (唐手術?) e, nel 1935 e in tutte le pubblicazioni successive, utilizzerà karate-dō (空手道?). Questi ultimi due sono dei chiari calchi dei nomi delle arti marziali giapponesi che utilizzavano gli affissi jutsu e dō per descrivere, rispettivamente, una tecnica marziale concentrata sull'esecuzione e una via marziale che aggiunge un importante fattore di sviluppo dell'individuo. Riguardo all'adozione del termine karate (空手?) Morio Higaonna scrive:
(Morio Higaonna)

## Storia

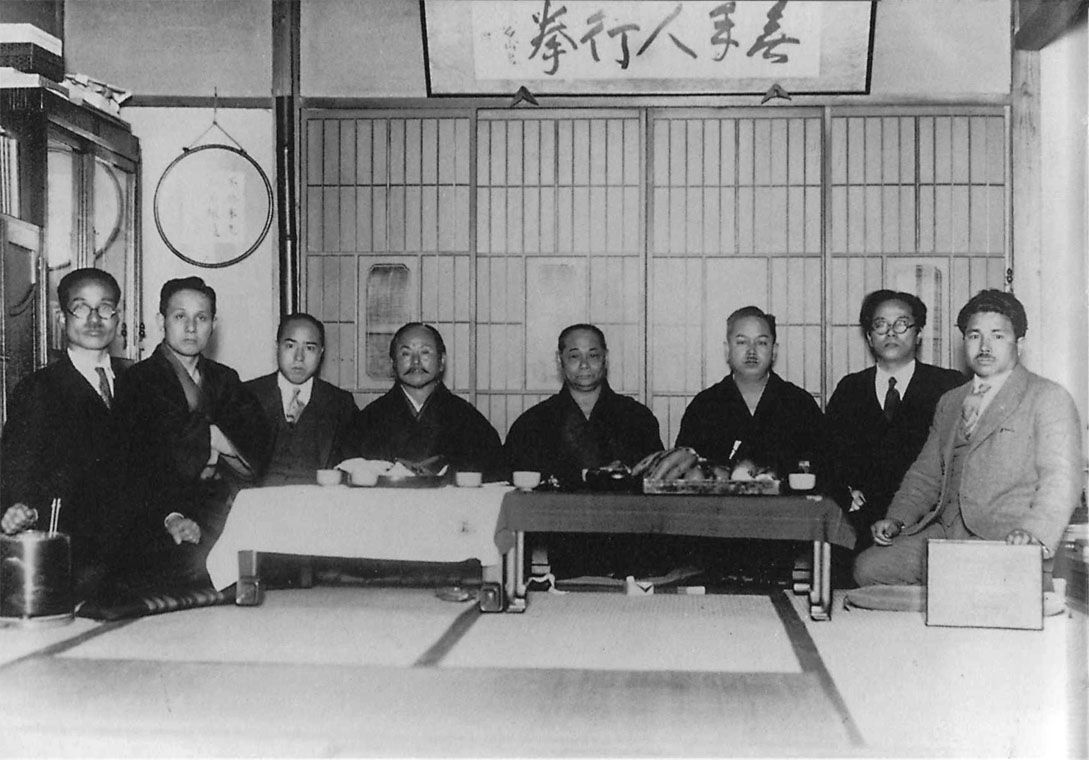
Maestri di karate a Tokyo, da sinistra a destra, Kanken Toyama, Hironori Otsuka, Takeshi Shimoda, Gichin Funakoshi, Motobu Chōki, Kenwa Mabuni, Genwa Nakasone e Shinken Taira.

La storia del karate parte da un arcipelago a sud del Giappone, le isole Ryūkyū e in particolare da una di queste, l'isola più grande: Okinawa, dove già esistevano alcune forme di combattimento note come te.
L'isola di Okinawa era divisa in tre principati: Hokuzan (北山 Montagna settentrionale), Chūzan (中山 Montagna centrale) e Nanzan (南山 Montagna meridionale). Per molti secoli Okinawa – nell'arcipelago dei tre regni delle Ryu-kyu, che allora erano stati a sé, indipendenti dal Giappone – aveva mantenuto rapporti commerciali con la provincia cinese del Fujian e fu così, probabilmente, che conobbe alcune arti marziali cinesi come il kenpo o quanfa («metodo del pugno»).
Shō Hashi (soprannominato Shang Bazhi), re di Chuzan, nel 1429 unificò i tre regni di Okinawa e in seguito anche tutti i regni delle Ryu-kyu. Poco più tardi, Sho Shin (che regnò dal 1478 al 1526), per mantenere la pace, intorno al 1500 vietò il possesso di armi da guerra che furono raccolte e chiuse in un magazzino del castello di Shuri.
Durante la dinastia cinese Ming 36 famiglie immigrarono dalla regione di Fujian a Okinawa stabilendosi nel villaggio di Kume (Kumemura). È probabile che questa sia stata la sorgente iniziale per la penetrazione delle arti marziali cinesi ad Okinawa.
All’interno del rapporto di vassallaggio tributario con la Cina il regno delle Ryukyu riceveva delegazioni di dignitari imperiali (Sapposhi) e a sua volta inviava le proprie ambascerie a Pechino.
Probabilmente durante questi incontri si ebbero scambi marziali che contribuirono ad influenzare lo sviluppo delle arti marziali okinawensi.
Dopo la battaglia di Sekigahara, il clan vittorioso dello shogunato Tokugawa concesse al clan Shimazu, che governava il bellicoso feudo di Satsuma nell'isola di Kyūshū, di occupare le Ryu-kyu: 3000 samurai portarono a termine l'invasione (1609).
Le arti marziali del feudo di Satsuma, come il
Jigen-ryu Kenjutsu, si diffusero così sull’isola a fianco delle tradizioni cinesi che già erano presenti ponendo la base per lo sviluppo del moderno karate.
La cronaca di viaggio Hoshima Hikki tramanda che nel 1756 ad Okinawa fosse approdato un ufficiale cinese noto come Kusanku (forse il suo titolo militare) il quale è descritto come un esperto di Kenpo ed era in grado di atterrare un avversario usando un'azione “a forbice” delle gambe.
Kusanku è ritenuto dalla tradizione la fonte del kata Kushanku, che è poi stato tramandato da Sakugawa Kanga sino ai giorni nostri.
Inoltre, Okinawa aveva intensi rapporti commerciali con il sud della Cina e in particolare la regione di Fujian, dove il regno delle Ryukyu aveva una propria “ambasciata” denominata Ryukyukan (precisamente nella citta di Fuzhou). In questo luogo è noto che esponenti della famiglia Kojo (Kojo-ryu) e lo stesso Uechi Kanbun (Uechi-ryu) si siano allenati sotto la guida di artisti marziali locali.
Sappiamo inoltre che le casate più alte del regno delle Ryukyu possedevano propri sistemi di combattimento tramandati dal capofamiglia al successore. L’unico di questi stili ad essere sopravvissuto fino a noi è il Motobu Udundi (Motobu-ryu).
Da questa stratificazione di influenze nacque l’Okinawa-te («mano di Okinawa»), detto anche tōde («mano cinese», dove l'ideogramma to indica la dinastia Tang), che si differenziava in tre stili: Naha-te, Shuri-te e Tomari-te. 
Va precisato che Naha era la capitale dell'isola di Okinawa, Shuri la sede del castello reale e Tomari la zona del porto (oggi Shuri e Tomari sono quartieri di Naha).
L'ideogramma te (手) letteralmente indica la parola "mano", ma per estensione può anche indicare "arte" o "tecnica"; il significato di Okinawa-te, quindi, è "arte marziale di Okinawa".
Si pensa quindi che sia stata possibile una sorta di fusione tra le arti arrivate dalla Cina, che comunque costituivano uno stile non metodico e il te okinawense. Una prova di questo importante scambio culturale tra Okinawa e Cina è fornita da un maestro vissuto in epoca successiva, Ankō Itosu. In uno scritto di suo pugno vede le origini del karate nelle arti cinesi e sottolinea come non abbiano influito né il Buddhismo né il Confucianesimo.
Il primo maestro delle Ryu-kyu fu Sakugawa Kanga di Shuri (1733-1815), nobile di Okinawa ed esperto di te; era soprannominato “Tode” perché combinò il kempo, da lui studiato in Cina, con le arti marziali di Okinawa. Egli fu il primo maestro che provò una razionalizzazione e una codificazione delle arti diffuse a Okinawa. Tuttavia trascorse ancora qualche decennio prima dello sviluppo di una vera e propria scuola di tode.
Il fondatore di questa scuola fu il suo allievo Matsumura Sōkon (1809-1901); egli fu maestro di Asato Ankō (o Azato 1827-1906), a sua volta maestro di Funakoshi Gichin (1868-1957). Un altro allievo di Matsumura fu Itosu Anko, anch'egli maestro di Funakoshi e di altri importanti maestri come Motobu Chōki (1870-1944), Motobu Chōyū (1865-1928), Chibana Chōshin (1885-1969), Mabuni Kenwa (1889-1952) e Tōyama Kanken (1888-1966).
Il suo stile di tode era chiamato Shuri-te (arte marziale di Shuri) in quanto Matsumura era residente proprio nella città di Shuri. Egli basò il proprio insegnamento su tre punti fondamentali: la pratica dell'arte autoctona di Okinawa, l'arte giapponese della spada (Jigen-ryū) e la pratica delle arti marziali cinesi.
Anko Itosu introdusse il to-de nelle scuole di Okinawa e mise a punto i cinque kata detti Pinan. Funakoshi rinomino poi questi kata Heian nel suo Shotokan.
Il primo maestro di Okinawa a recarsi in Giappone fu Motobu Chōki di Shuri (1871-1944), straordinario combattente, ma fortmente legato alle tradizioni del suo popolo, che perciò non ottenne grande successo come insegnante. Solo più tardi, con l'arrivo di Funakoshi, il Karate poté diffondersi effettivamente nel paese del Sol Levante.
Si dice che il primo maestro di Naha-te fosse Higaonna Kanryō, in dialetto Hogen Higashionna (1853-1915; secondo alcune fonti la nascita sarebbe nel 1840).
Gichin Funakoshi nacque a Shuri. Bambino gracile e introverso, si appassionò alle arti di combattimento: studiò con Azato, padre di un suo compagno di scuola e maestro di svariate arti marziali, poi con Itosu. Era non solo un abile calligrafo, ma conosceva anche i classici cinesi; pertanto nel 1888 cominciò a insegnare in una scuola elementare.
Nel 1921 passò per Okinawa il principe Hirohito, diretto in Europa, e nel castello di Shuri, Funakoshi organizzò un'esibizione che fu molto apprezzata. Lasciato l'insegnamento, nella primavera del 1922 Funakoshi fu scelto per eseguire una dimostrazione di karate alla Scuola Normale Superiore Femminile di Tokyo, ove si stabilì.
Nel 1922 scrisse "Ryu-kyu kempo": karate (karate significava ancora «mano cinese» e i nomi dei kata erano quelli originari di Okinawa). Nel 1935 pubblicò "Karate-do kyohan", molti anni dopo tradotto dal maestro Tsutomu Ōshima.
I primi anni furono difficili soprattutto sotto l'aspetto economico. Nel 1931 il karate fu ufficialmente riconosciuto dal Dai Nippon Butoku Kai, l'organizzazione imperiale per l'educazione della gioventù. Dopo aver utilizzato un'aula del Meisei Juku (un ostello per studenti di Okinawa nel quartiere Suidobata), per qualche tempo Funakoshi fu ospite nella palestra del maestro di scherma Hiromichi Nakayama.
Nel 1936, grazie al comitato nazionale di sostenitori del karate, venne costruito il dojo Shotokan («casa delle onde di pino») a Zoshigaya, sobborgo del quartiere speciale di Toshima a Tokyo. “Shoto” era lo pseudonimo che Funakoshi usava da giovane nel firmare i suoi poemi cinesi, "kan" invece vuol dire "sala".
Per facilitare la diffusione del karate in Giappone, gli ideogrammi tode e te, vennero assemblati. Si ottenne così la parola tote, ma l'ideogramma to, che si leggeva anche "kara" (ma con il significato di «vuoto» sia nel senso di «disarmato», sia in riferimento allo stato mentale del praticante, concetto Zen di mu-shin), fu cambiato con questa lettura. Pertanto l'ideogramma finale risultò karate. Vennero inoltre cambiati in giapponese i nomi originali delle tecniche e dei kata per renderli più comprensibili.
Nel dopoguerra il generale Douglas MacArthur proibì la pratica delle arti marziali, ritenute l'anima dello spirito militarista nipponico, ma a poco a poco l'interesse per il karate crebbe anche in Occidente e Funakoshi fu ripetutamente invitato a dare dimostrazioni.
Funakoshi lasciò la direzione dello stile Shotokan al figlio Yoshitaka, che trasformò profondamente lo stile elaborato dal padre, inserendovi attacchi lunghi e potenti, che facevano uso di nuove tecniche di calci. Yoshitaka morì di tubercolosi nel 1945.
Dal karate nacquero poi diverse correnti e il karate si divise così in vari stili.

## Stili del karate

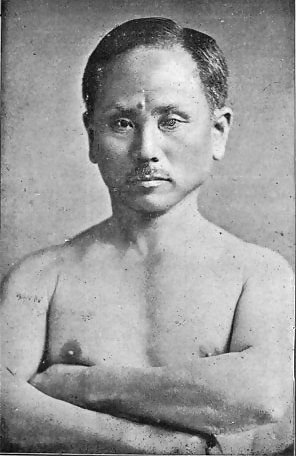
Gichin Funakoshi, fondatore del Karate Shotokan

Funakoshi divide le scuole e i kata del karate di Okinawa in due stili principali: shōrin-ryū (a cui attribuisce caratteristiche simili a quelle degli stili settentrionali di kung-fu) e shōrei-ryū (più simile al kung-fu meridionale). L'altra principale divisione degli stili di karate di Okinawa si basa sulla città di origine: Tomari, Naha e Shuri.
In generale, lo shōrin-ryū era associato allo Shuri-te e al Tomari-te, mentre lo shōrei-ryu era associato al Naha-te. Il Naha-te, ideato da Kanryō Higaonna diede vita ad alcuni stili di karate, il cui principale è il Gōjū-ryū, la cosiddetta "scuola dura e morbida" sviluppata dal maestro Chōjun Myiagi.
Lo Shuri-te e il Tomari-te videro una fusione sempre più profonda e diedero vita ad alcuni stili come il Wado-Ryu e lo Shotokan-ryu.
A Okinawa esiste una tradizione dove entrambi gli approcci shōrin e shōrei sono mescolati in uno stile unico, la cui maggiore scuola è quella di Kenwa Mabuni che insegna lo Shitō-ryū, anche se l'influenza maggiore di questo stile deriva dall'area shōrei.
I principali stili del karate sono:
- Tokitsu Ryu - sintesi di diverse scuole cinesi e giapponesi, è un metodo fondato sull’integrazione di respirazione, energia e azione. Sviluppato in oltre 30 anni di studio e ricerca dal M° Kenji Tokltsu, il metodo fa proprio il concetto, profondamente radicato nella cultura orientale, che corpo e spirito formino un’unità indissolubile. II Tokitsu-Ryu è anche uno stile di combattimento a mano nuda che fa dell’efﬁcacia il suo obiettivo più alto. Efﬁcacia immediata, che trova la sua espressione nelle tecniche dl combattimento. Efficacia a lungo periodo, che signiﬁca preservare e incrementare la salute e il benessere col passare degli anni.
- Shōrei ryū, non è propriamente uno stile di karate. È un'antica scuola di karate, che si è evoluta nel Naha-te, dal quale poi sono nati lo stile Gōjū-ryū e lo stile Uechi-ryū. Ebbe anche una certa influenza sullo Shitō-ryū. Lo Shōrei-ryu non è più praticato.
- Shōrin-ryū, come lo Shorey ryu, non è propriamente uno stile di karate. È un'antica scuola che si è evoluta nello Shuri-te, che in seguito è stato combinato con il Tomari-te (che era quasi del tutto simile allo shuri-te dal quale derivava) e si sono originati gli stili di karate Shotokan, Wado-ryu e Shitō-ryū (quest'ultimo ebbe anche una piccola influenza dello Shōrei ryū). Anche se non è propriamente uno stile di karate, esiste ancora qualcuno che lo pratica tutt'oggi, ma esso è diviso in numerosissime branche.
- Ko ai ryū è una scuola di Bujutsu (arti marziali giapponesi e di Okinawa). Quindi si insegnano oltre le arti marziali giapponesi in senso stretto (Nihon / Nippon Bujutsu: Taijutsu / Jujutsu e uso di armi giapponesi, chiamato in giapponese BUKIJUTSU), e anche quelle di Okinawa (Okinawa Bujutsu): Karate e Kobujutsu (uso di armi di Okinawa). Infatti si apprendono (per chi vuole studiare espressamente il Karate) i principali kata e i relativi bunkai (applicazioni pratiche dei Kata per la difesa personale) che si praticano nello stile Uechi ryu e (Choki) Motobu ryu, cioè gli stili considerati tra i più efficaci (oltre ai Kata di base dello Shorin ryu e Kyokushinkai, al Suparimpei del Goju ryu, kata che il fondatore dello Uechi ryu avrebbe voluto imparare in Cina, ma che non ebbe il tempo di apprendere). I Kata sono: 6 kihon Kata dello Shorin ryu e i 3 Kata di base di calci del Kyokushinkai e il Kata Shirokuma (per il 6º kyu, cintura rossa); Sanchin (versione Goju e Uechi ryu per il 5º kyu, cintura arancione); naihanchi shodan (e facoltativamente 5 Kata pinan / heian e 2 fukyukata / gekisai dai per il 4º kyu, cintura gialla); Naihanchi / Tekki nidan (versione shotokan) e sandan (per il 3º kyu, cintura verde); Bassai dai (per il 2º kyu, cintura blu); Kanshaku o Kanchu dai (per il 1º kyu, cintura viola); Seisan e i 5 kyu kumite (versione Uechi ryu per la cintura nera 1º Dan); Bassai sho e Kanchu sho e i kihon dello Uechi ryu, chiamati HOJO UNDO (per 2º Dan); i 12 yakusoku kumite di Choki Motobu (per 3º Dan); Sanseirui (versione Uechi ryu per 4º Dan); Suparimpei (versione Goju ryu) e tutti i Kata di Kobudo (detto anche Kobujutsu) della WJJKO (per 5º Dan).
- Shotokan, lo stile moderno più diffuso, fondato da Gichin Funakoshi (con significativi contributi tecnici del figlio Yoshitaka) intorno agli anni quaranta. Pur praticato in numerose varianti e da numerose scuole, con impostazioni tecniche piuttosto variegate, si caratterizza comunque per le posizioni tendenzialmente basse, stabili e forti (e quindi per una maggiore staticità rispetto ad altri stili). Prevede competizioni sia di Kata sia di Kumite, queste normalmente con protezioni piuttosto limitate. Il nome significa casa (kan) di Shoto (brezza nella pineta) pseudonimo con cui Funakoshi firmava i suoi componimenti poetici in stile cinese, secondo la tradizione colta dell'epoca.
- Shitō-ryū, stile moderno fondato dal maestro Kenwa Mabuni nel 1931. Egli incominciò a studiare il karate-dō all'età di 13 anni dal maestro Anko Itosu; all'età di 20 anni incominciò lo studio del Naha-Te con il maestro Higaonna. Kenwa Mabuni in seguito si unì alle forze di polizia e questo gli permise di viaggiare per tutta l'isola di Okinawa così da imparare nuove arti marziali classiche dell'isola. Si trasferì a Osaka nel 1929 dove aprì una propria palestra, decidendo in breve di insegnare la sua versione del karate-dō. Mabuni incentrò il suo nuovo metodo di insegnamento su quanto appreso dai suoi due maestri più importanti: il maestro Kanryu Higashinna di Naha e Anko Itosu di Shuri; chiamò questo nuovo stile del karate Shito Ryu dandogli le iniziali dei loro nomi, Higaonna e Itosu o, più semplicemente, scuola di Itosu e Higaonna. Lo Shito Ryu è lo stile con il maggior numero di Kata.
- Zendokai, è uno stile di karate moderno che utilizza tecniche di: striking, grappling e proiezioni e leve. Lo zendokai è uno stile di karate a contatto pieno che utilizza il casco con una protezioni completa o in altri casi un casco senza visiera.
- Wado-ryu, stile moderno che si basa sugli insegnamenti del maestro Hironori Ōtsuka, il quale fuse lo Shindo Yoshin Ryu JuJitsu con il karate di Okinawa e introdusse il moderno concetto di Kumite. Wado Ryu letteralmente significa: "La scuola della Via della Pace". Le posizioni sono molto alte e morbide e si pone l'accento sulla velocità e la fluidità sia dei colpi sia del corpo. Il Wado Ryu, a un contrasto cruento, preferisce utilizzare schivate e taisabaki per controllare e accompagnare il colpo dell'avversario così da sbilanciarlo e lasciarlo scoperto a una serie di contrattacchi rapidi e dirompenti. La sua caratteristica principale è inoltre il vasto bagaglio di Jujitsu per cui a tecniche di percussione si accompagnano proiezioni, leve articolari, strangolamenti e sbilanciamenti. Predilige una distanza medio-corta.
- Gōjū-ryū, stile antico tutt'oggi praticato a Okinawa, tende a non discostarsi dallo stile codificato in origine. Nasce dal Naha-te, il cui primo Maestro fu Kanrio Higahonna che visse per moltissimo tempo nel Fukien in Cina. A raccogliere l'eredità di Higaonna e fondare lo stile Goju-ryu fu il maestro Chojun Myagi. Lo stile punta alla fusione di tecniche "dure" e di tecniche "morbide".
- Uechi-ryū, (上地流 Uechi-ryū?) ("stile di Uechi") è il nome attribuito a una disciplina marziale di origine cinese che fu introdotta a Okinawa da Kanbun Uechi, un Okinawense che la apprese in Cina a Fuzhou nella provincia di Fukien[15].
- Sankūkai o Sankudò, stile moderno che si basa sulla leggerezza e l'accuratezza della tecnica ma anche sulla potenza dei colpi. Fu fondato da Yoshinao Nanbu, che lo ha poi lasciato nel 1978, in modo da poterlo evolvere (per scelta del maestro Nanbu in persona), nell'arte marziale Nanbudo.
- Nanbudo: deriva dal Sankukai; nel 1974, all'età di 31 anni, il M° Nanbu decise di abbandonare temporaneamente il mondo del karate per ritirarsi nella località di Cap d'Ail. Fu proprio in questo luogo, in quattro anni di riflessione, in cui si rese conto che il Karate Sankukai era solo una tappa del suo viaggio e che era necessaria un'evoluzione nel suo stile. Decise quindi di abbandonare quest'ultimo e di far nascere, nel 1978, il Nanbudo, l'arte marziale (non più definibile, dallo stesso M° Nanbu "karate") che tutt'oggi il maestro segue e continua a migliorare tramite seminari in tutto il mondo.
- Seido Juku, Tadashi Nakamura è il fondatore e presidente della World Seido Karate Organization. Karateka di fama mondiale, Nakamura è cintura nera nono Dan con cinquant'anni di esperienza nella pratica e nell'insegnamento delle arti marziali. Esperto nell'uso delle armi orientali, Nakamura ha dato numerose lezioni e dimostrazioni in molti paesi in giro per il mondo. Il Gran Maestro Nakamura incominciò i suoi studi di karate nel 1953 all'età di undici anni. Le sue prime esperienze furono nello stile Goju, con gli insegnamenti del Maestro Kei Miyagi, figlio del fondatore di questo stile. Nel 1956 Nakamura incominciò a studiare con Masutatsu Oyama, fondatore del Kyokushin Karate, nel 1959 conseguì il grado di Shodan, in quel tempo fu il più giovane studente di Kyokushin del Giappone a prendere la cintura nera. Nel 1961, all'età di diciannove anni, Nakamura esordì nel panorama dei tornei, con un primo posto al campionato nazionale studentesco di karate. L'anno seguente, Nakamura divenne eroe nazionale per aver battuto con un K.O. Un campione thailandese di kickboxing in un incontro che avrebbe dovuto determinare, quale nazione detenesse l'arte marziale più forte. Durante la sua carriera sportiva, Nakamura vinse molti altri tornei. In questo periodo, Nakamura incominciò a insegnare il karate anche agli altri. Servì come capo istruttore a Camp-Zama, una base americana vicino a Tokyo, dal 1961 al 1965 e allenò la squadra di karate del Toho Medical University per tre anni. Mentre conseguiva il suo settimo dan di Kyokushin Karate, Nakamura serviva anche come capo istruttore nella sede centrale di Tokyo del Kyokushin Karate. Nel 1966 Nakamura fu scelto direttamente da Masutatsu Oyama per portare il vero spirito del Kaicho Karate in America. Quell'anno Nakamura partì per New York dove incominciò a insegnare Kyokushin Karate, in un piccolo Dojo di Brooklyn. Nel 1971 Nakamura fondò il quartier generale del Kyokushin Karate, nel Nord America. Servì come capo del Kyokushin Karate, per l'America, per un decennio, allenando e formando molti abili studenti in quel periodo. Nel 1976 Nakamura rispettosamente si scisse dal Kyokushin Karate. Quello stesso anno, fondò la World Seido Karate Organization, che rifletteva le sue convinzione sul vero significato del karate. Nakamura creò il Seido che in giapponese significa “via sincera”, per creare individui completi, atti a migliorare sé stessi e la società che li circonda, con i principi di amore, rispetto e ubbidienza.
- Kyokushinkai, stile moderno fondato dal maestro Masutatsu Oyama che, dopo aver praticato lo Shotokan sotto la guida di Gichin Funakoshi e il Goju-ryu, ha creato questo stile basato sul Kumite full contact. Incorpora alcuni Kata dello Shotokan e altri del Goju-ryu. Lo stile necessita di una notevole preparazione fisica per essere praticato a causa anche dei combattimenti a contatto pieno. Le competizioni si svolgono senza protezioni.
- Ashihara, fondato da Hideyuki Ashihara nel 1980, ex praticante e istruttore di Kyokushinkai. Si basa sul concetto di Sabaki. Prevede combattimenti a contatto pieno e dei kata alquanto diversi da quelli del Kyokushinkai. È presente in molti paesi del mondo.
- Enshin, fondato nel 1988 da Joko Ninomiya, allievo di Ashihara. Dopo aver insegnato Kyokushinkai per qualche anno, e aver seguito il maestro Ashihara, aiutandolo nella divulgazione dell'Ashihara Karate, nel 1988 decide di portare avanti il suo stile: l'Enshin. Il karate Enshin, basato sempre sul concetto di Sabaki, è caratterizzato da combattimenti a contatto pieno. I kata, come nell'Ashihara, si discostano molto da quelli del Kyokushinkai. Ogni anno si disputa il Sabaki Challenge, torneo al quale prendono parte combattenti di ogni stile e federazione.
- Shidokan, fondato da Yoshiji Soeno, il karate Shidokan, come avviene per quasi tutti gli altri stili a contatto pieno, deriva dal Kyokushinkai e prevede lo studio dei kata. È un metodo di combattimento che utilizza, fra le altre cose, le tecniche di pugilato, le ginocchiate e le gomitate tipiche della Muay Thai, il grappling e la lotta a terra.
- Seidokaikan, fondato da Kazuyoshi Ishii nel 1980, è uno stile a contatto pieno che deriva dal Kyokushinkai.
- Ten Ryu Kai, è uno stile di karate a contatto che deriva dallo Shidokan.
- Shinseikai, fondato da Minoru Tanaka, deriva dal Seidokaikan. Tra le altre cose prevede anche allenamenti di Karate Gloves (Karate con i guantoni), per offrire ai praticanti la possibilità di cimentarsi in combattimenti interstile. Lo Shinseikai (Shin = verità, Sei = giusto, Kai = associazione, quindi Associazione della giusta verità) ha come particolarità, diversamente dalle altre organizzazioni, un sistema molto aperto dove la gerarchia dei capo scuola internazionali è messa sullo stesso piano, non ci sono privilegiati né pedine, siamo tutti sullo stesso livello.
- Koryu Uchinadi, il Koryu Uchinadi Kenpo-jutsu (古流沖縄手拳法術) è la sistematizzazione didattica moderna delle discipline di combattimento storiche di Okinawa operata da Patrick McCarthy, Hanshi 8º dan. Si tratta di un'arte non agonistica interamente finalizzata all'autodifesa reale contro atti abituali di violenza fisica attraverso un metodo di apprendimento/insegnamento coesivo e coerente.
- Kuma-Ryu, Kuma-Ryu (o stile dell'orso) è uno stile di karate originario di Okinawa che utilizza posizioni erette, veloci chiusure dello spazio e tecniche di combattimento sulla corta distanza. Ufficialmente conosciuto come: Kuma-Ryu Karate-Jutsu, questo stile presenta joint locks, tecniche di controllo e immobilizzazione e attacchi sul meridiano (o "punti di pressione"). Sono utilizzati i calci alti nel Kuma-Ryu e gli stessi possono anche essere diretti in determinate aree e sulle gambe. Le tecniche sono ampiamente basate su quelle che si trovano nei classici kata o "forme" di Okinawa.
- Washin-Ryu, Washin-Ryu (和真流), significa "Armonia con verità" ed è uno stile di karate portato negli Stati Uniti da Hidy Ochiai. La sua sede centrale si trova a Vestal, appena fuori di Binghamton. Ci sono comunque molte diramazioni negli Stati Uniti nordorientali. Con 13 ramificazioni a New York, 2 delle quali in Connecticut e in Pennsylvania e una nell'Ohio e in Massachusetts, il Washin-Ryu ha molto seguito. Nonostante si dica che alcune arti marziali si concentrino sui calci e i pugni, Hidy Ochiai è famoso per sostenere che il Washin-Ryu è "al 100% mente, corpo, e spirito". Le lezioni di Washin-Ryu includono la pratica dei kata, l'autodifesa, il combattimento e la pratica con l'uso delle armi. La sequenza delle cinture è: bianca, gialla, arancione, verde, blu, marrone, nera (1° a 10°).
- Shorei-Kan, sottostile del Gōjū-ryū, ideato da Seikichi Toguchi.
- Chitō-ryū, stile fondato da Tsuyoshi Chitose.
- Kansuiryu, stile fondato da Yukio Mizutani e Kanji Inoki nel 1979.
- Fudokan, stile fondato da Ilija Jorga nel 1980.
- Isshin-ryū, stile fondato da Tatsuo Shimabuku.
- Sanshinkai, uno stile di karate nato dallo Isshin-ryū e dalla combinazione con judo, jujitsu, e Taekwondo.
- Daido Juku, è un'arte marziale mista fondata da Azuma Takashi nel 1981. Si basa sul concetto di un combattimento realistico che però garantisca la sicurezza con il suo tipico caschetto.
- Shieijyuku, fondato da Etsuzan Kimura, discendente della casata dei samurai Kimura. Combina le tecniche del Kyokushin con le antiche forme da combattimento dei samurai.

Nel karate si sono formati molti altri stili e, talvolta, all'interno di un Paese, ci sono dei maestri che si ritengono creatori di stili che non sono altro che copie di stili antichi o, comunque, già preesistenti. La World Karate Federation, che è l'unica organizzazione mondiale, che raggruppa le federazioni nazionali riconosciute dai rispettivi comitati olimpici, ed essa stessa riconosciuta dal CIO, riconosce solo I seguenti 4 stili di karate della lista:
- Shōtōkan-ryū
- Shitō-ryū
- Gōjū-ryū
- Wadō-ryū.

## Reigi (cortesia)

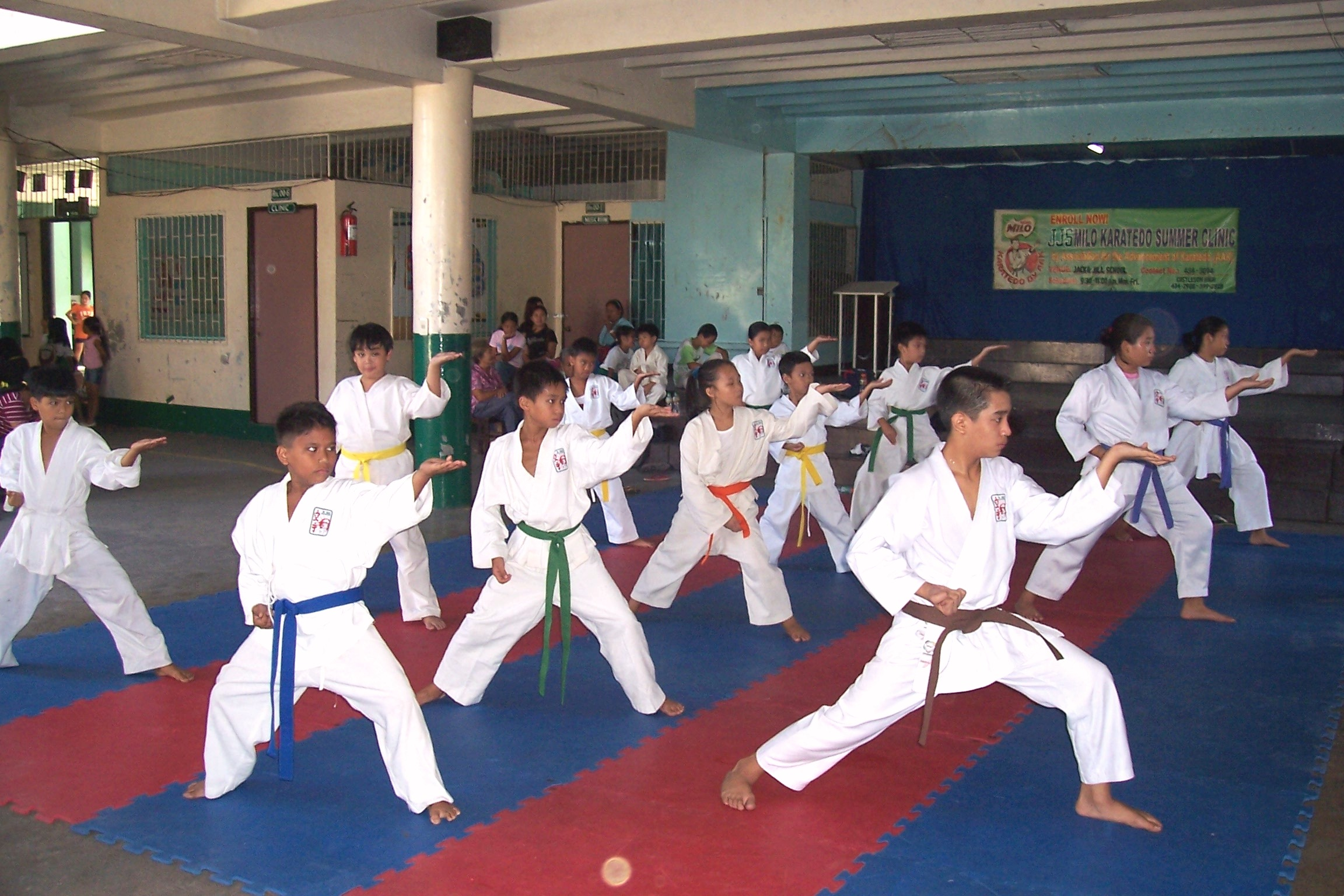
Allievi indossano cinture di colore diverso

Gli allenamenti così come l’esecuzione dei kata iniziano e finiscono con un inchino eseguito al comando “rei”.
Durante il periodo dell’introduzione del karate nelle scuole di Okinawa si è diffusa la prassi di far allineare i praticanti in base all’anzianità, seguendo l’esempio militare. Infatti Yabu Kentsu e Hanashiro Chomo, che furono i primi karateka a svolgere a tempo pieno il lavoro di insegnanti di educazione fisica, erano ex militari veterani della prima guerra sino-giapponese e russo-giapponese.
In seguito con l’introduzione delle cinture colorate l’ordine di anzianità fu sostituito da quello di grado.
Ogni scuola di karate tradizionale sintetizza per i propri allievi i principi morali che devono guidare la pratica e che ne costituiscono i fondamenti. Essi sono chiaramente enunciati nel dōjō kun, regole variabili da scuola a scuola e nei nijū kun.
Nel karate sviluppatosi in Giappone continentale è molto frequente l’uso della parola “oss” (anche traslitterato come “osu”). Essa viene utilizzata per esprimere attenzione e rispetto o anche determinazione (soprattutto nello stile Kyokushin e suoi derivati).
Visto che si tratta di un’espressione tipica dello slang dei giovani maschi è considerata sgarbata da chi non pratica le arti marziali moderne.
Ad Okinawa si usa la parola “hai”  (letteralmente sì) per esprimere attenzione rispetto alla spiegazione impartita, mentre nell’ambito dei saluti formali si usano formule tipiche della vita di ogni giorno come “honegaishimasu” (lett. per favore, prenditi cura di me).

### Le regole del dōjō

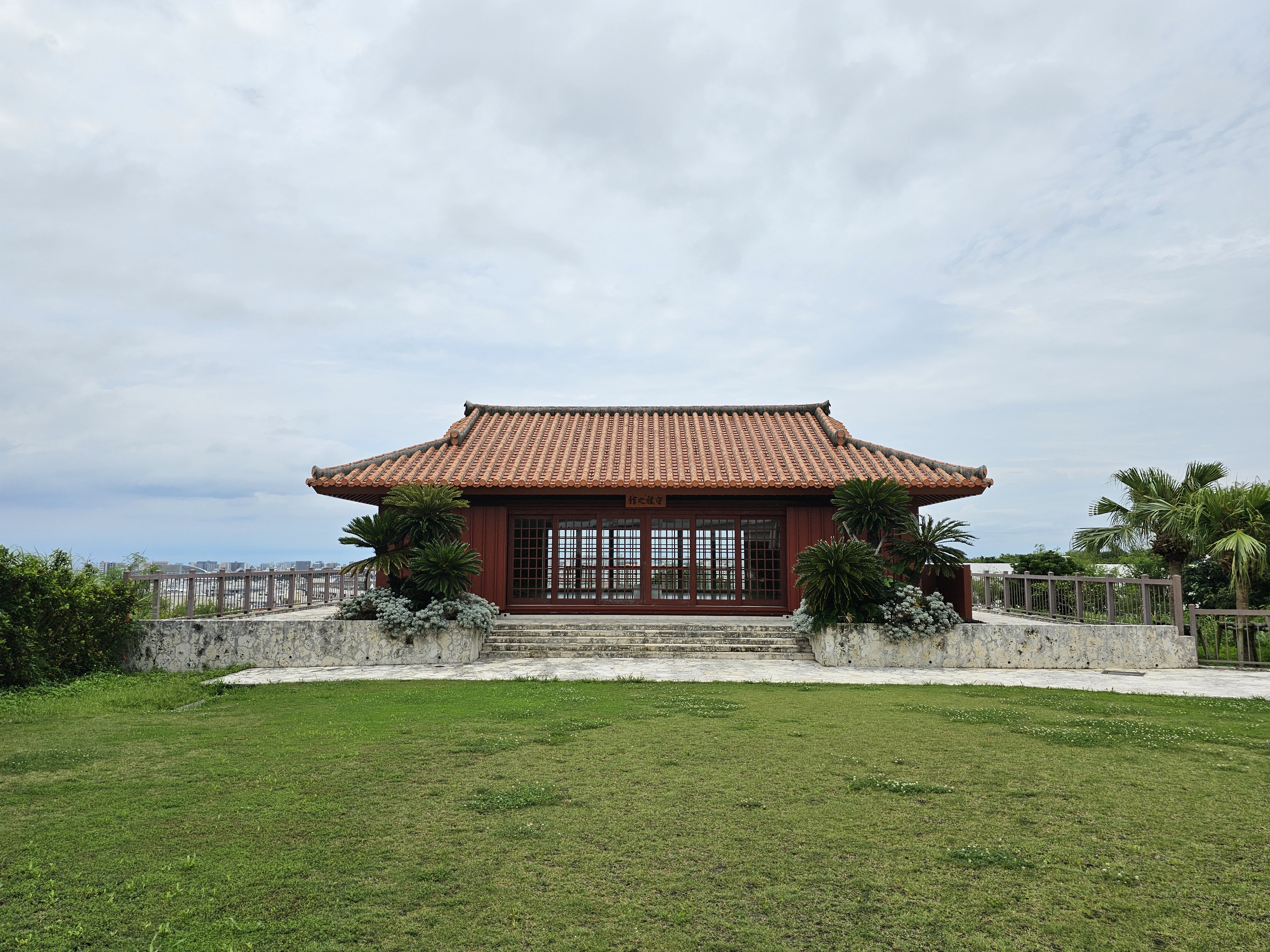
Traditional Dojo - Shurei no yakata at Karate Kaikan, Tomigusuku, Naha, Okinawa

Dōjō kun indica le regole del dōjō, che variano a seconda della scuola. Quelli sotto riportati si riferiscono allo shotokan.
- Cerca di perfezionare il carattere (一、人格完成に努むること?, hitotsu, jinkaku kansei ni tsutomuru koto)
- Percorri la via della sincerità (一、誠の道を守ること?, hitotsu, makoto no michi o mamoru koto)
- Rafforza instancabilmente lo spirito (一、努力の精神を養うこと?, hitotsu, doryoku no seishin o yashinau koto)
- Osserva un comportamento impeccabile (一、礼儀を重んずること?, hitotsu, reigi o omonzuru koto)
- Astieniti dalla violenza e acquisisci l'autocontrollo (一、血気の勇を戒むること?, hitotsu, kekki no yū o imashimuru koto)

Il karate è fondamentalmente rispetto reciproco, sul quale si basa e il dōjō kun dovrebbe venire applicato anche al di fuori del dōjō. Infatti un esempio di questo principio è che nel kumite, praticato da certe palestre, non si può toccare l'avversario, mentre prima di salire sul tatami bisogna fare il saluto al Maestro. I quattro lati del dōjō hanno particolari nomi: la Sede Superiore, ovvero dove sta il ritratto del Maestro fondatore dello stile che viene praticato è chiamato Kami-za, mentre il lato dove stanno gli allievi, per fare il saluto, è chiamato Shimo-za, ovvero sede inferiore. Nel saluto gli allievi sono sistemati in ordine di cintura, incominciando dalle nere con grado maggiore fino ad arrivare alle bianche. Il lato verso gli allievi di grado più alto è chiamato Jo-seki, mentre invece quello verso le bianche, quindi verso coloro con meno esperienza è chiamato Shimo-seki.

### I venti principi guida di Funakoshi
I venti principi fondamentali dello spirito del karate (松濤二十訓?, Shōtō nijū kun) insegnati dal maestro Gichin Funakoshi sono:
1. Non dimenticare che il karate-dō inizia con il saluto e finisce con il saluto (空手道は礼に始まり礼に終る事を忘るな?, karatedō wa rei ni hajimari rei ni owaru koto owasaruna)
2. Nel karate non esiste la prima mossa (空手に先手無し?, karate ni sente nashi)
3. Il karate è al servizio della giustizia (空手は義の補け?, karate wa gi no tasuke)
4. Prima conosci te stesso, poi conosci gli altri (先づ自己を知れ而して他を知れ?, mazu onore o shire shikashite ta o shire)
5. Lo spirito prima della tecnica (技術より心術?, gijutsu yori shinjutsu)
6. La mente ha bisogno di essere liberata (心は放たん事を要す?, kokoro wa hanatan koto o yōsu)
7. La disgrazia origina dalla disattenzione (禍は懈怠に生ず?, wazawai wa kaitai ni seizu)
8. Non pensare al karate solo nel dōjō (道場のみの空手と思ふな?, dōjō nomi no karate to omofuna)
9. Il karate si pratica tutta la vita (空手の修業は一生である?, karate no shūgyō wa isshō de aru)
10. Applica il karate a tutte le cose, lì è la sua ineffabile bellezza (凡ゆるものを空手化せよ其処に妙味あり?, arayuru mono o karateka seyo soko ni myōmi ari)
11. Il karate è come l'acqua calda: se non viene scaldata costantemente, ritorna ad essere fredda (空手は湯の如し絶えず熱度を与えざれば元の水に還る?, karate wa yu no gotoshi taezu netsudo o ataezareba moto no mizu ni kaeru)
12. Non portare il pensiero di vincere, è necessario il pensiero di non perdere (勝つ考は持つな負けぬ考は必要?, katsu kangae wa motsuna makenu kangae wa hitsuyō)
13. Cambia a seconda del tuo avversario (敵に因って轉化せよ?, teki ni yotte tenka seyo)
14. Una battaglia dipende da come si padroneggia il pieno e il vuoto (戦は虚実の操縦如何に在り?, tatakai wa kyojitsu no sōjū ikan ni ari)
15. Pensa a mani e piedi di una persona come spade (人の手足を剣と思へ?, hito no teashi o ken to omohe)
16. Se esci dalla porta di casa ci sono un milione di nemici (男子門を出づれば百万の敵あり?, danshi mon o izureba hyakuman no teki ari)
17. La guardia è per principianti, poi viene la posizione naturale (構は初心者に後は自然体?, kamae wa shoshinsha ni ato wa shizentai)
18. I kata devono essere precisi, il combattimento vero è un'altra cosa (形は正しく実戦は別物?, kata wa tadashiku, jisen wa betsumono)
19. Non dimenticare l'intensità della forza, l'estensione del corpo e la velocità della tecnica (力の強弱体の伸縮技の緩急を忘るな?, chikara no kyōjaku tai no shinshuku waza no kankyū o wasuruna)
20. Abbi sempre pensieri ingegnosi (常に思念工夫せよ?, tsune ni shinen kufū seyo)

## La divisa

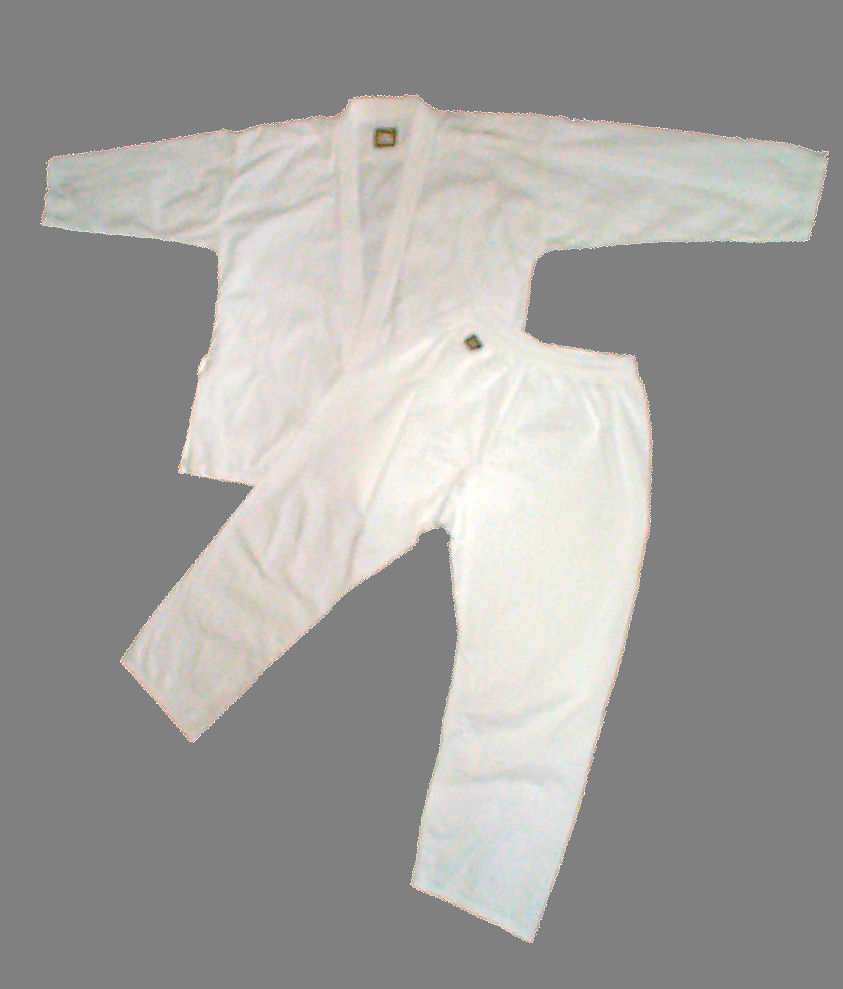
Il karate-gi. Consiste in due parti: uwagi (giacca) e zubon (pantaloni) usualmente portati con una obi (cintura) colorata (non mostrata nella foto)

In quasi tutte le arti marziali è uso allenarsi indossando un abito adeguato, chiamato gi (pronuncia: ghi); nel karate, quest'abito è il karate-gi, composto da una giacca (uwagi), da un paio di pantaloni (zubon) di cotone bianco e da una cintura (obi) il cui colore designa il grado raggiunto dal praticante non dal punto di vista fisico ma dal punto di vista della preparazione mentale e dell'esperienza.
Oltre al termine specifico "karate-gi", l'abito per la pratica del karate può essere chiamato genericamente "keikogi" o "dogi"; mentre molto in voga è il termine "kimono". Questa antica parola della lingua giapponese, che originariamente significava semplicemente "abito", ai nostri giorni viene usata per indicare uno specifico tipo di vestito tradizionale che nulla ha a che vedere con la pratica delle arti marziali.
Fu il maestro Gichin Funakoshi ad adottare per primo l'uso del "karate-gi".
Infatti, in occasione della prima dimostrazione al Budokan di Tokyo, lui e un suo allievo indossarono un abito fatto da Funakoshi stesso la notte precedente, ispirandosi al modello del judo-gi e utilizzando, però, una tela più leggera e comoda. Il colore bianco è quello naturale del cotone non tinto, essendo questo un abito semplice e umile.
In genere esistono tre tipi di karategi:
- per gli atleti di Kata (Combattimento immaginario con uno o più avversari) il keikogi è più duro e con maniche e pantaloni corti;
- per gli atleti di Kumite (Combattimento libero) il keikogi è più leggero e con maniche e pantaloni lunghi;
- il karategi tradizionale da allenamento ha caratteristiche intermedie tra i due.

In molte arti del Budō (Kendō, Kyudo, Aikidō), per esercitarsi si indossa, invece, una gonna-pantalone (hakama) tipica giapponese ma mai utilizzata a Okinawa.
Si pratica a piedi scalzi.

## Cinture
La cintura nel karate è un riferimento che indica l'abilità, attestata dal superamento di appositi esami, nella pratica della disciplina di chi la indossa.
Nel 1924 Gichin Funakoshi, fondatore del Karate Shotokan, adottò il sistema dei "dan" dal fondatore del judo, Kanō Jigorō. Egli usò un sistema di gradi con un set limitato di colori di cintura. Anche gli altri insegnanti di Okinawa adottarono questa pratica. In precedenza gli allievi incominciavano la pratica con la cintura bianca; però non esistevano le cinture colorate: la cintura nera fu adottata da Kanō soltanto tre anni dopo l'invenzione del sistema di dan, prendendola dalla fascia nera indossata, nel nuoto, dagli atleti migliori. Quando Funakoshi adottò il sistema, comunque, le cinture erano già tre: bianca, marrone e nera, a cui si aggiunse, in seguito, la cintura verde (o blu, a seconda della testimonianza). Tuttavia il sistema di gradazione delle cinture può variare a seconda dello stile. Nel sistema kyū/dan i gradi per principianti cominciano con un kyū numerato in maniera crescente (ad esempio 9 kyū), e avanza in maniera decrescente fino al kyū di numero più basso. Il dan incomincia col 1 dan (Shodan o "cominciando a dan") sino a giungere ai dan di grado più elevati. I gradi sono assegnati come una "cintura di colore" o mudansha ("uni senza dan"). I karateka con grado di dan sono assegnati come yudansha ("possessori del rango di dan"). Il yudansha porta tipicamente una cintura nera. I requisiti dei ranghi differiscono fra stili, organizzazioni e scuole. La minima età e il tempo nei gradi sono fattori promozione importanti.
L'esame consiste nel dimostrare le tecniche di fronte a una commissione di esaminatori. Questa varia da scuola a scuola, ma l'esame può includere tutto ciò che si è imparato fino a quel punto oppure nozioni nuove. La dimostrazione è una domanda per grado nuovo (shinsa) e può includere: kata, bunkai, l'autodifesa, routine, tameshiwari ("rompendo") e/o kumite (combattimento). L'esame di cintura nera può includere anche una parte scritta.
Le cinture colorate vengono dette Kyū, mentre le cinture nere vengono dette Dan. Entrambe le parole significano "grado", "livello", ma la prima è comunemente utilizzata. Il primo livello di dan non è chiamato "ichi dan", che vorrebbe dire "primo grado", ma "sho dan", cioè "inizio del grado", a testimonianza del fatto che il raggiungimento della prima cintura nera è solo l'inizio di un lungo e severo apprendimento dell'Arte Marziale, in cui i livelli di kyū hanno il solo scopo di dare le basi necessarie a un apprendimento più approfondito.
CINTURE COLORATE, che si ottengono per esame:
- All'inizio si indossa la cintura bianca: a volte è necessario sostenere un esame per ottenerla e a volte no, questo dipende dalle regole della palestra e/o federazione di appartenenza.
- Cintura bianca 6º kyu, Shiro obi Rokukyu
- Cintura gialla 5º kyu, Kiiro obi Gokyu
- Cintura arancione 4º kyu, Daidaiiro obi Yokyu
- Cintura verde 3º kyu, Midori obi Sankyu
- Cintura blu 2º kyu, Ao obi Nikyu
- Cintura marrone 1º kyu, Kuriiro obi Ikkyu

CINTURE NERE, che si ottengono per esame:
- Cintura nera 1º dan, Kuro obi Shodan (rarissimamente Ichidan)
- Cintura nera 2º dan, Kuro obi Nidan
- Cintura nera 3º dan, Kuro obi Sandan
- Cintura nera 4º dan, Kuro obi Yodan
- Cintura nera 5º dan, Kuro obi Godan

CINTURE NERE, che si ottengono ad honorem per meriti od onorificenze:
- Cintura nera 6º dan, Kuro obi Rokudan
- Cintura nera 7º dan, Kuro obi Sichidan (oppure Nanadan)
- Cintura nera 8º dan, Kuro obi Hachidan
- Cintura nera 9º dan, Kuro obi Kudan
- Cintura nera 10º dan, Kuro obi Jūdan

Le classificazioni per i kyū variano da federazione a federazione, ed esistono, presso alcune scuole, ulteriori cinture intermedie (bianca, bianco-gialla, gialla, gialla-arancione, arancione, arancione-verde, verde, verde-blu, blu, blu-marrone, marrone, marrone-nera). Dopo la cintura marrone si passa a cintura nera che rimane tale al raggiungimento di gradi superiori (dan), dal 1º in poi, anche se è possibile trovare federazioni che utilizzano la cintura bianco-rossa per il 6°, 7°, 8° dan e rossa per i 9º e 10º dan.
L'ideogramma dan si trova anche nella parola shodan, che significa "principiante", per dimostrare come l'aver impiegato alcuni anni per diventare cintura nera sia davvero poca cosa in confronto a tutti gli anni di allenamento che aspettano. Generalmente, le cinture si ottengono per esami fino al 5º dan, mentre dal 6º dan in poi, il grado viene assegnato solo per meriti speciali e non più in seguito a esami, anche se il modo in cui vengono rilasciati i più alti gradi dan può variare da federazione a federazione. Per i gradi più elevati non viene valutata solamente la mera capacità tecnica raggiunta ma soprattutto le doti di esperienza, didattica, organizzazione, sviluppo e dedizione a quest'arte marziale.
Bisogna però sottolineare come il formalismo relativo al vestiario e alle cinture incominciò solamente con lo sviluppo di massa del karate e quindi con la sua commercializzazione, soprattutto in occidente. Alle origini, il karate era praticato con i vestiti quotidiani, spesso solamente con la biancheria intima e non esistevano le graduatorie per cinture. Da molti praticanti di karate tradizionale, la cintura è considerata un simbolo di un certo livello di conoscenza e di percorso ma non possiede certo un valore meramente di grado.

## Filosofia

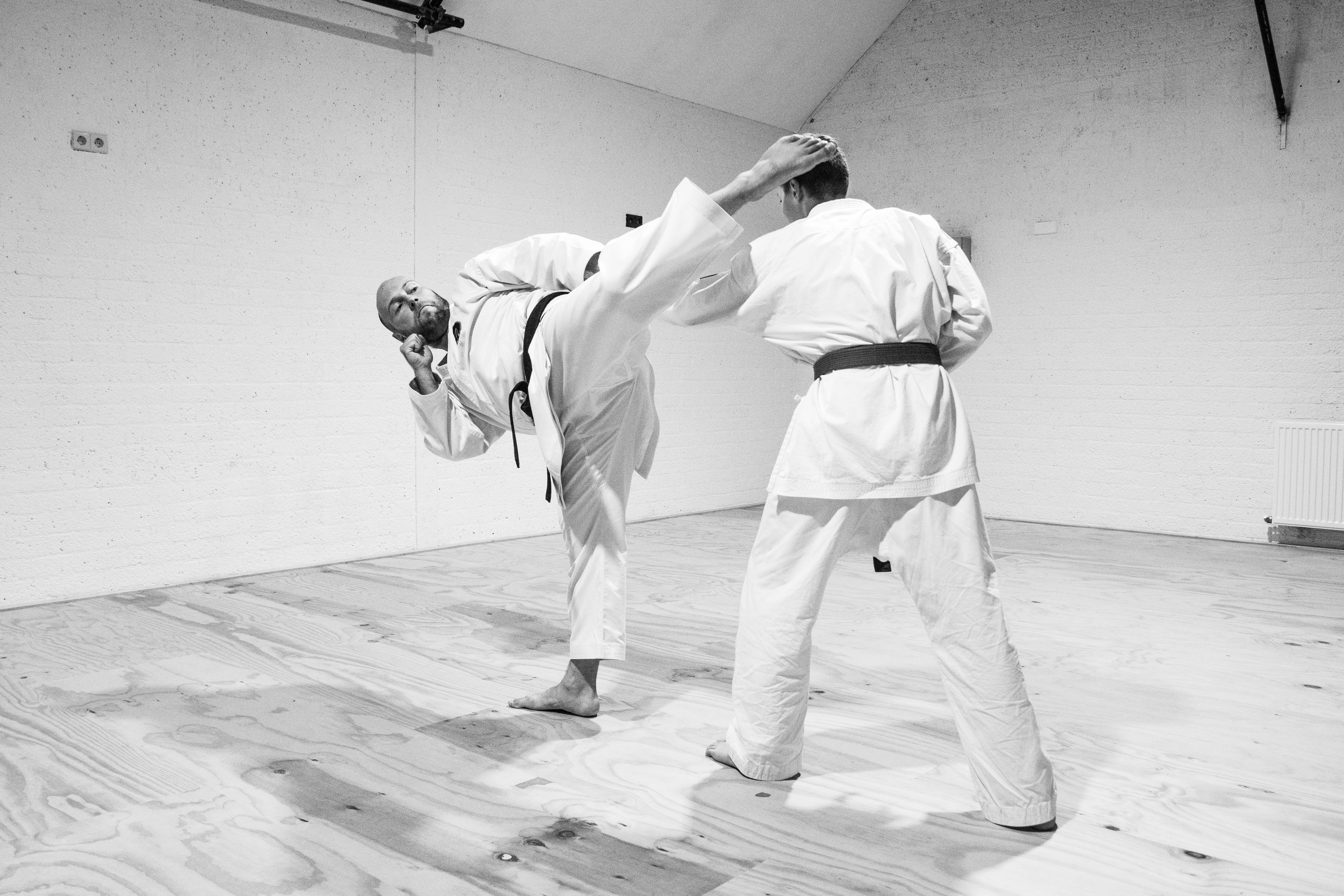
Una lezione di Karate al Michi Training Center

Gichin Funakoshi interpretò il "kara" del karate-dō con il significato di "purificare sé stessi da pensieri egoisti e malvagi, perché solo con una mente e coscienza limpida il praticante può comprendere la conoscenza che riceve". Riteneva che il karateka doveva essere "interiormente umile ed esternamente gentile". Solamente comportandosi umilmente si può essere aperti alle molte lezioni del karate. Questo può essere fatto solamente attraverso l'ascolto e attraverso la ricezione delle critiche. Egli considerava la cortesia di primaria importanza. Diceva che "il karate viene propriamente applicato solo in quelle rare situazioni in cui uno deve davvero atterrare qualcuno o essere da lui atterrato". Funakoshi ha ritenuto insolito per un appassionato l'utilizzo del karate in uno scontro fisico reale più di una volta nella vita. Egli disse che i praticanti di karate "non devono mai essere facilmente trascinati in una lotta". Resta inteso che un colpo scagliato da un vero esperto potrebbe significare la morte. Risulta chiaro che coloro i quali fanno un uso distorto di ciò che hanno imparato portano disonore a sé stessi.

### Perché a piedi nudi
Una peculiarità del karate è il fatto di stare a piedi nudi nello svolgere la lezione, questo ha motivazioni tecniche e formali, risponde a esigenze pratiche ed è volto al conseguimento della massima efficacia. Ragioni fisiche: il piede è ricco di ricettori tattili che permettono di conoscere la conformazione del suolo senza interventi della vista; la struttura ossea del piede è arcuata così da restare parzialmente sospesa sul piano di appoggio. L'adattamento alle caratteristiche del suolo viene avvertito dai recettori di tensione dei tendini e delle articolazioni: il corpo risponde così alla percezione dell'inclinazione e della direzione di pendenza, adeguandosi alle mutevoli necessità dello stare eretti. Fare karate significa anche imparare a flettere, estendere e ruotare il piede, adattandolo al fine di ottenere un impatto efficace sul bersaglio. Un'altra delle ragioni che chiariscono perché i praticanti di karate tradizionale non usino protezioni ai piedi affonda le sue radici nel passato, quando i samurai divennero imbattibili nell'uso della spada, si chiesero cosa sarebbe stato di loro se fossero stati sorpresi disarmati. Di qui la necessità di imparare a usare il corpo come un'arma e vennero sviluppate le prime tecniche a mano nuda: la loro evoluzione e quella delle forme di lotta che in esse si fusero, portò alla codificazione di sistemi di combattimento a mano disarmata sempre più articolati. Lo stare a piedi nudi è un segno di umiltà, rispetto e di volontà di affrontare l'allenamento con la mente vuota dalle preoccupazioni quotidiane.

## Tecniche del karate-dō

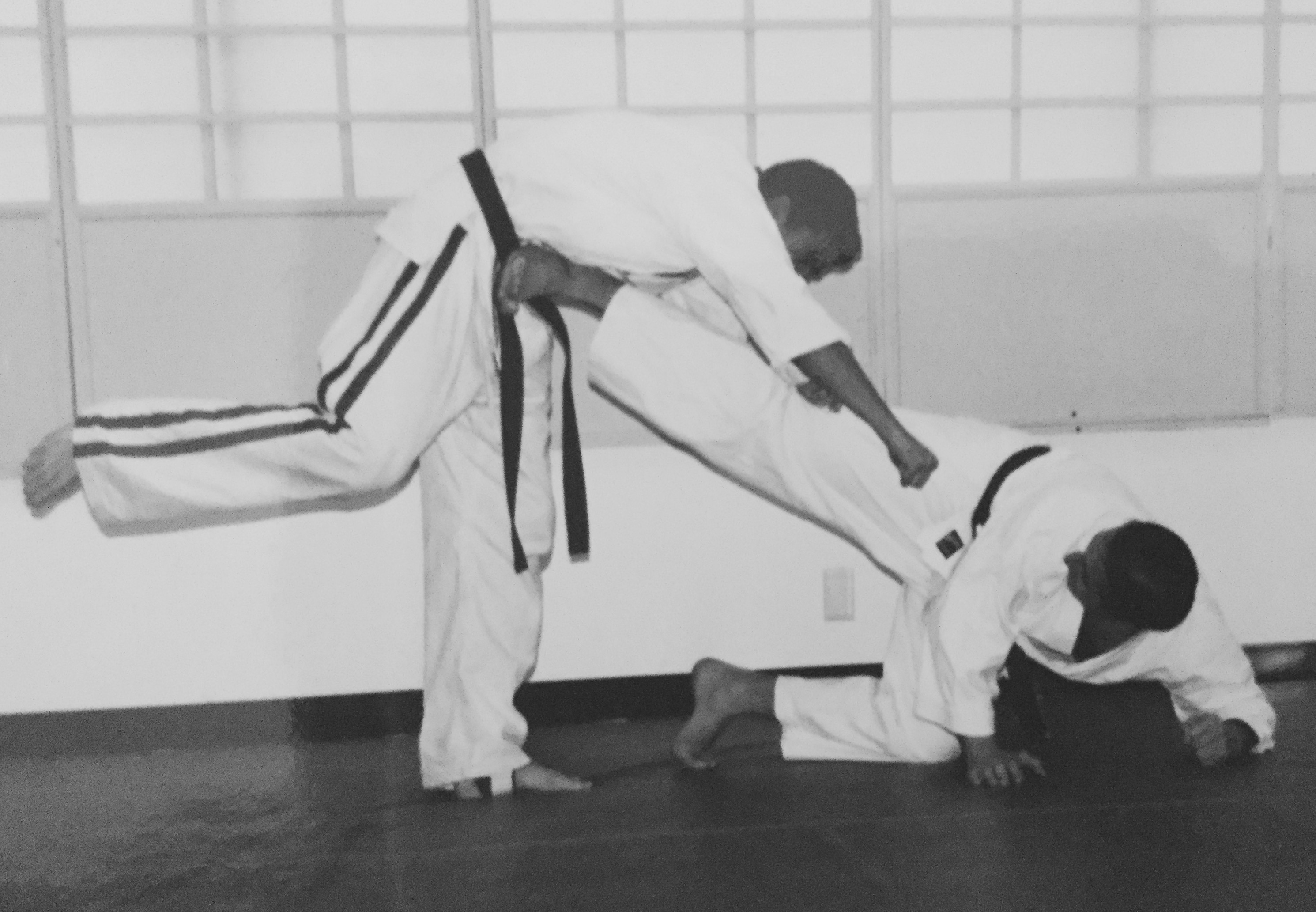
Due allievi si allenano

A seconda dei vari stili di karate, il karate si compone di numerosissime tecniche: tecniche di pugno, di mano aperta, di gomito, calci, parate, cadute, spostamenti, posizioni e guardie.
Il karate prevede lo studio approfondito di tecniche di colpo dette "atemi waza", parola derivata dalla contrazione del verbo "ateru-colpire" e "mi-corpo". Si utilizzano pugni, calci (principalmente alle gambe e al tronco), gomitate, ginocchiate e colpi di percussione a mano aperta nelle zone sensibili del corpo umano (femore, articolazioni, fegato, gola, costole fluttuanti) al fine di provocare un trauma anatomico che neutralizzi l'avversario nel modo più veloce ed efficace possibile seguendo la regola del "minimo sforzo, massimo risultato".
Da segnalare che nello studio più avanzato dell'arte vengono esaminati anche gli "tsubo" o "punti di pressione" e particolarmente rilevante è il fatto che nel primo testo redatto dal maestro Funakoshi ("karatedō kyohan") un intero capitolo fosse dedicato all'anatomia umana a dimostrazione che non solo si deve imparare "come" colpire ma anche e, soprattutto, "dove".
Tutte queste tecniche sono corredate da un insieme di parate, schivate, spostamenti e scivolate atte a deflettere e intercettare gli attacchi oltre a proiezioni, spazzate, bloccaggi e leve articolari.
Non si deve però pensare al Judo o all'Aikido. Le proiezioni e le spazzate del karate non prevedono di "lanciare" l'avversario in lontananza (come nell'Aikido) ma di "sgretolarlo" sul suo centro, a terra, per impedirgli di contrattaccare e quindi finirlo con tecniche di colpo. Il karate, del resto, è primariamente un'arte di percussione sebbene il suo studio comprenda tutte le possibilità di combattimento.

## I fondamentali (Kihon)
Il Kihon è un termine che indica le tecniche di allenamento base, di parata o di attacco, su cui si basa il karate. In pratica, si tratta di esercizi propedeutici all'esecuzione tecnica nel karate.
Il kihon, nel karate, è l'insieme delle tecniche fondamentali.
In italiano potremmo tradurlo con le parole "basilare" o "rudimenti". La parola kihon è composta da due sezioni: Ki (fondamenta o radici) e Hon (base). Visualizzando gli ideogrammi delle due sezioni si nota che Ki è formato da due parti, una che simboleggia la terra e l'altra rappresenta l'inizio; Hon, invece, mostra un albero le cui radici sono rivolte verso il basso.
La parola Kihon ha dunque il significato della necessità di porre delle solide fondamenta, delle profonde radici per poter costruire qualche cosa di duraturo. Nella cultura giapponese viene data molta importanza alla preparazione prima di mettere mano a qualunque progetto ed è importante essere padroni delle basi di qualunque disciplina, prima di progredire in essa.
Come in qualsiasi altra disciplina, anche nel karate, senza una perfetta padronanza degli esercizi di base, non è possibile progredire e raggiungere notevoli livelli di pratica. Le basi del karate, i primi esercizi insegnati all'allievo, portano a imparare il corretto uso del proprio corpo, sia esso in movimento o statico.
Nella pratica del kihon si impara a migliorare la propria resistenza e a ottenere una maggiore rapidità nell'esecuzione; aiuta anche a rafforzare lo spirito combattivo e l'allievo apprende come gestire le "armi" del nostro corpo.

### Kime
Il kime, nella pratica del Karate, può essere definito come "focalizzazione della massima potenza esplosiva del colpo" in un punto stabilito. Lo studio e la corretta comprensione di ogni singola tecnica, da parte dell'allievo, dovranno trovare quindi il loro naturale coronamento nello sviluppo del kime, conferendo ad ogni attacco e ad ogni parata la massima incisività, potenza e pulizia. Nessun praticante di Karate, dunque, può aspirare a progredire verso i gradi superiori della disciplina se non è in grado di applicare un buon kime durante l'esecuzione delle tecniche. Lo stesso principio si applica, a maggior ragione, nelle manifestazioni agonistiche, nelle quali il kime è uno degli elementi fondamentali di valutazione dell'atleta.

## Le forme (kata)
Il kata è un combattimento contro più avversari immaginari. Si tratta di una serie di movimenti codificati che rappresentano varie tecniche di combattimento, in modo da evidenziarne i principi fondanti e le opportunità di esecuzione ottimali (spazio, tempo e velocità).
Nel Kata, che significa "forma", si racchiudono le tecniche diffuse dalle varie scuole. Il karate ha una vasta gamma di kata che si differenziano nei diversi stili e per i diversi kyū. I kata possono essere visti come delle tecniche marziali prestabilite, per la maggior parte, nelle otto direzioni dello spazio. Il kata non viene considerato come un combattimento simbolico eseguito a vuoto, ma come un combattimento contro uno o più avversari.
Il numero dei kata, ma anche i loro nomi e i kata stessi, cambiano in base alla scuola ("stile") che si pratica.
Gli elementi fondamentali per eseguire un buon kata sono:
1. correttezza delle posizioni
2. correttezza delle tecniche
3. armonia dei movimenti di transizione
4. ritmo
5. corretta della respirazione
6. espressività e kime (la breve contrazione muscolare isometrica eseguita nell'istante della conclusione della tecnica)
7. coerenza nell'esecuzione del kata con il kihon dello stile

E da un punto di vista atletico:
1. potenza (indicata dalla formula P=FxV dove la velocità risulta essere maggiormente incisiva della forza)
2. equilibrio

La maggior parte delle volte, un kata (nelle gare a squadre) è seguito dal bunkai, cioè la messa in pratica delle tecniche e la dimostrazione dell'efficacia delle tecniche e dei movimenti; solitamente le squadre sono formate da tre persone e, solo in Italia, vige la regola per cui il Torei (colui che si difende) deve essere unico.

## Bunkai
Il termine bunkai (分解? "scomposizione") è utilizzato nelle arti marziali giapponesi per indicare la spiegazione di un gesto simbolico contenuto in un esercizio a solo (kata). La parola è formata da due kanji che significano rispettivamente “porzione” e “slegare” e uniti servono a indicare l'atto di ricondurre qualcosa di complesso alle sue parti essenziali per poterle analizzare.
Bunkai indica, dunque, il processo mentale tramite cui gli elementi che compongono la forma (una sequeza di tecniche o un singolo movimento) vengono studiati in realazione ai principi dello stile per trarne applicazioni pratiche. Tuttavia, la parola bunkai col tempo ha preso ad indicare le stesse applicazioni, ovvero il risultato del bunkai vero e proprio. Queste applicazioni possono contenere, oltre ai colpi comunemente associati al karate, proiezioni, leve articolari, schivate e, più raramente, strangolamenti.
Le applicazioni pratiche andrebbero più correttamente indicate con il termine “oyo bunkai”. Le variazioni personali fatte per adattarsi a scenari di difesa personale vengono, invece, definite “henka”.
Il processo di bunkai e le relative applicazioni costituiscono l’essenza del karate per come era inteso prima della seconda guerra mondiale. Oggi molti dōjō aderiscono al movimento del karate pratico che fa dell’oyo bunkai il proprio campo di studio privilegiato.
In alcuni stili le applicazioni e i principi per decodificare i kata sono stati tramandati dal fondatore si veda il “Kaisai no Genri” del Goju-ryu Shoreikan o tre principi applicativi del KishimotoDi. Anche in assenza di regole precise da seguire nel processo di bunkai è possibile risalire ad applicazioni storicamente corrette grazie ai testi scritti dai maestri di Okinawa durante il primo dopoguerra e alle immagini in essi contenute.
Lo stesso Funakoshi Gichin, fondatore del Karate Shotokan, ci ha lasciato decine fotografie in cui esegue proiezioni e leve articolari.
Uno dei principi base da seguire nel bunkai è considerare che l’avversario contro cui si sta combattendo nel kata è uno solo e si trova sempre di fronte al praticante (come affermato da Mabuni Kenwa, fondatore dello Shito-ryu). Di conseguenza gli angoli degli spostamenti rappresentano la posizione che il karateka deve assumere nei confronti del proprio avversario.

## Il combattimento (kumite)

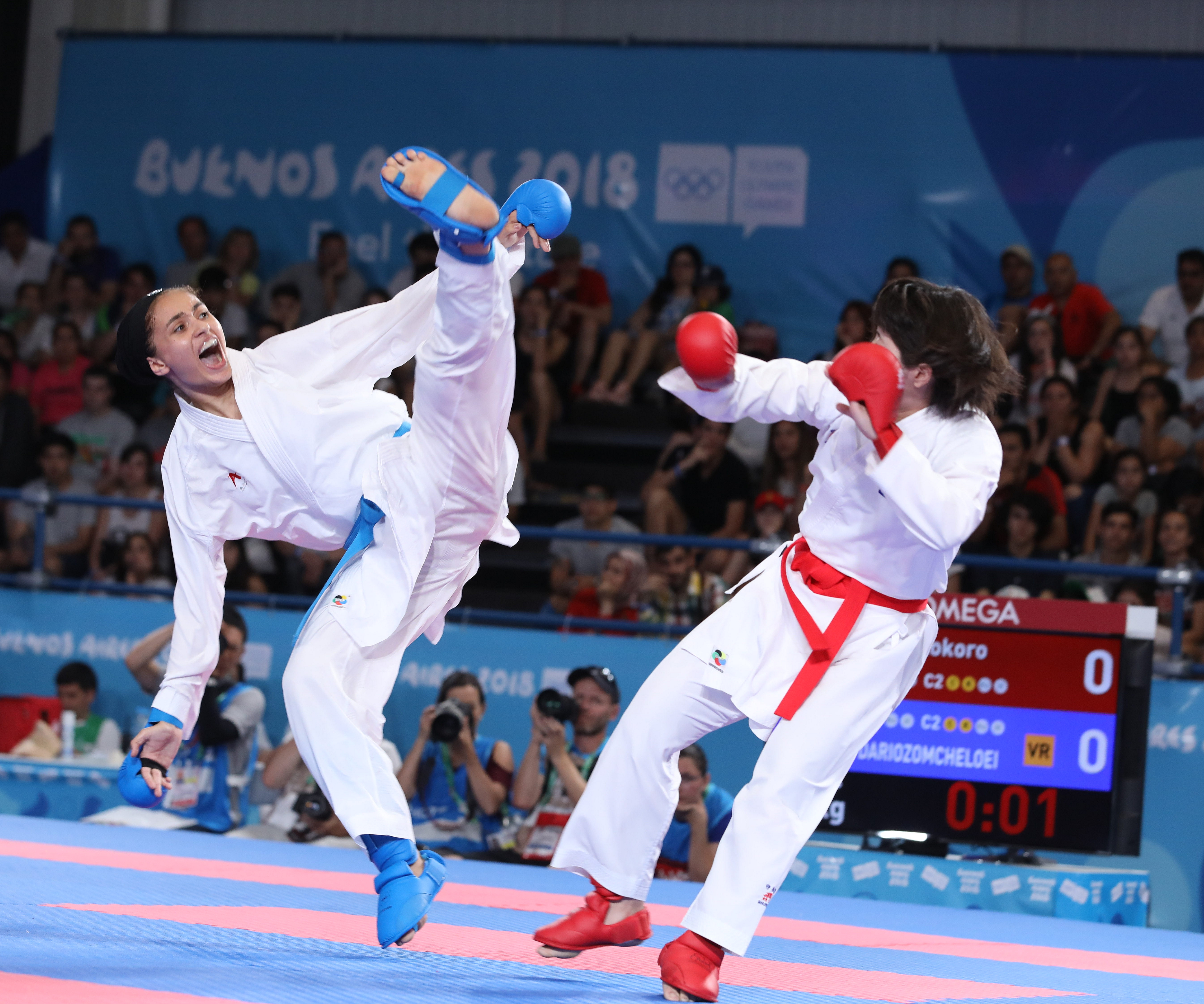
Semifinali: Giappone vs Iran ai Giochi olimpici giovanili estivi 2018.

Gichin Funakoshi (船越 義珍), disse: "Non ci sono dispute nel Karate". Prima della seconda guerra mondiale, in Okinawa, il kumite non era parte integrante dell'insegnamento. Shigeru Egami riferisce che, nel 1940, alcuni karateka furono cacciati dal dojo perché usavano il karate nelle risse in strada. Tra le caratteristiche del Kumite del Karate si nota che i colpi, con l'eccezione del Kyokushinkai (e degli stili a contatto pieno da esso derivati), non vengono affondati alla ricerca del knockout dell'avversario, ma vengono arrestati per ovvi motivi di incolumità. Le tecniche tuttavia devono dimostrare il loro potenziale ed essere eseguite, arrestandole con controllo per non arrecare eccessivi danni. Ciò è possibile grazie a un adeguato allenamento e a un opportuno regolamento di gara. Quest'ultimo infatti prevede, in linea di massima, un lieve contatto a livello addominale, nessun contatto con tecniche di braccio al volto e un lievissimo contatto con tecniche di calcio al volto (anche se esistono vari regolamenti e, per esempio, in alcune federazioni e in determinati stili il contatto è consentito). L'eventuale ausilio di protezioni preventive (conchiglia, paradenti, corpetto, paratibia-piede, guantini e maschera per il naso, abolita nel 2015/16 perché sembrava arrecare più danni che senza) e l'adozione di sanzioni adeguate e di opportune norme completano il regolamento nella massima tutela dei praticanti. Negli anni cinquanta, il maestro Mas Oyama creò il Kyokushinkai (Full Contact Karate) e da esso, successivamente, si svilupparono molti altri stili che facevano del contatto pieno il loro punto di forza.

## Condizionamenti
Il karate di Okinawa usa un addestramento supplementare noto come Hojo undō (補助運動). Questo utilizza una semplice attrezzatura fatta di legno e pietra. Il makiwara è uno degli attrezzi più usati (allenamento all'impatto dei colpi).
Il "nigiri game" è un grande vaso usato per rinforzare la presa di mani e dita. Questi esercizi supplementari sono progettati per aumentare forza, capacità di resistenza, velocità e coordinazione muscolare.
Il karate sportivo enfatizza esercizio aerobico, anaerobico, potenza, agilità, flessibilità e gestione dello stress. Tutte le pratiche variano a seconda delle scuole e degli insegnanti.

## Karate sportivo

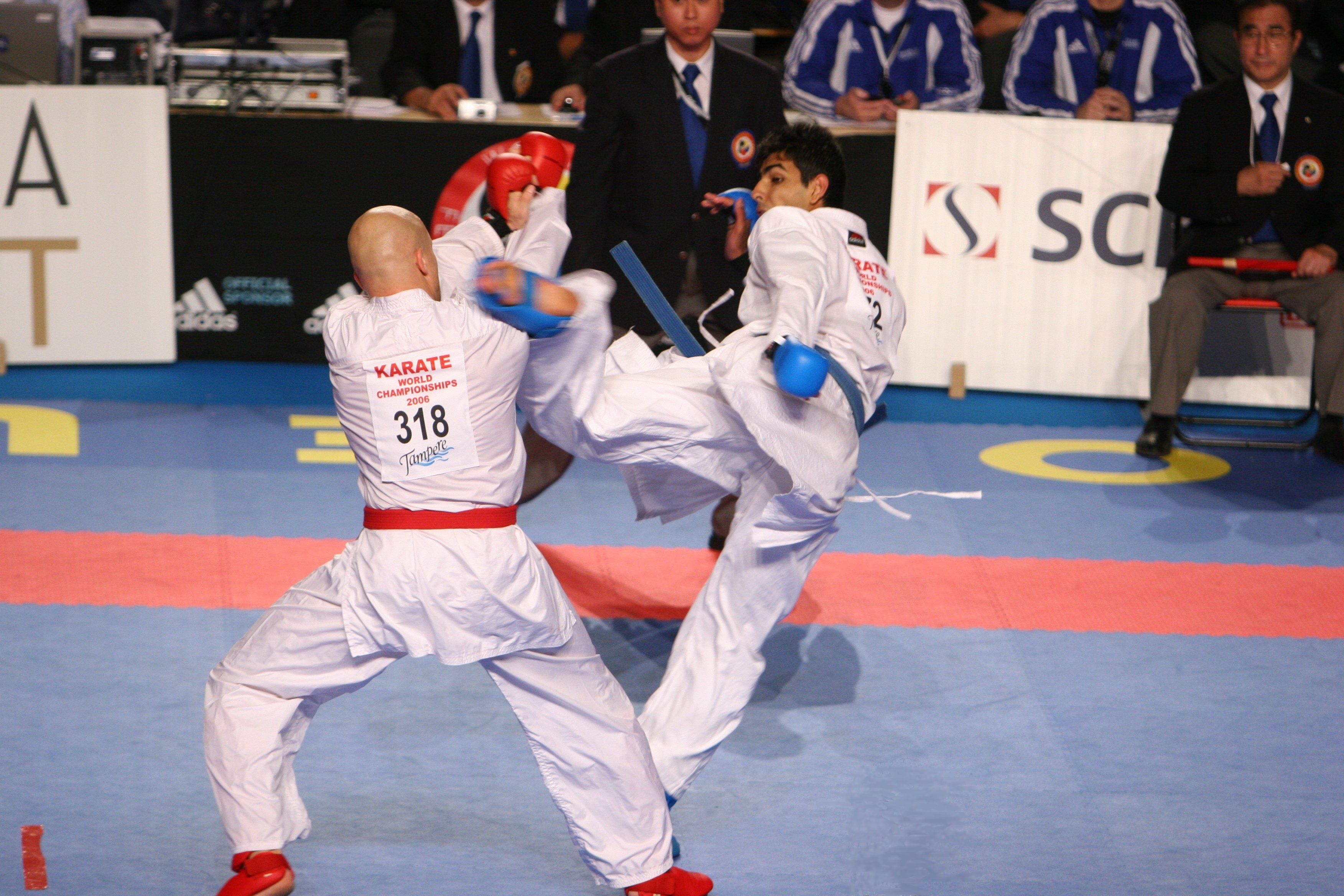
Campionato mondiale di karate 2006, finale maschile dei pesi massimi

Il karate sportivo è la forma sportiva del karate, modellata tra diversi stili, privata in gran parte della sua componente marziale e finalizzata alla sola competizione agonistica.
La federazione mondiale del karate (WKF) è riconosciuta dal comitato olimpico internazionale (CIO) come responsabile per le competizioni di karate. La WKF ha sviluppato regole comuni che governano tutti gli stili. I WKF organisations nazionali coordinano con i loro rispettivi comitati olimpici nazionali.
Il karate è stato una disciplina olimpica. Ha raggiunto il numero di voti sufficiente nelle decisioni del Comitato Olimpico Internazionale nel 2016 e nel 2021 è stata presente alle olimpiadi di Tokyo. Tuttavia, la presenza di un evento dedicato al karate non è stata confermata per le olimpiadi del 2028.
Sul fronte karate sportivo va precisato che, oltre alla WKF, ci sono realtà diverse che enfatizzano il combattimento, nelle cui competizioni si può vincere anche per KO. Famoso è il Sabaki Challenge, dove ogni anno si sfidano atleti provenienti da ogni parte del mondo. Da menzionare, poi, i campionati mondiali di Kyokushinkai e Ashihara; entrambi caratterizzati da un numero rilevante di atleti internazionali.